# Pyrococcus
Pyrococcus es un género de archaea de la familia Thermococcaceae. La especie más conocida es Pyrococcus furiosus, un termófilo cuya temperatura óptima de crecimiento es 100 °C con un pH 7. Las especies de este género son una fuente de enzimas termoestables para su uso en biotecnología y en la industria.